# Cassia magnifolia
Cassia magnifolia är en ärtväxtart som beskrevs av Ferdinand von Mueller. Cassia magnifolia ingår i släktet Cassia och familjen ärtväxter. Inga underarter finns listade i Catalogue of Life.